# Wilhelm Fliess
Wilhelm Fliess (Arnswalde, actualment Choszczno, Polònia, 24 d'octubre 1858 — Berlín, 13 d'octubre 1928) metge, psicòleg i biòleg alemany.

## Biografia
Otorrinolaringòleg berlinés, elaborà una teoria pansexualista sobre les motivacions de la conducta humana. Defensà l'existència de tendències femenines i masculines en qualsevol individu, una periodicitat específica subjecta a una llei fonamental segons el model dels ritmes menstruals uterins, i la correspondència estructural entre els òrgans genitals i el nas.
Algunes tesis seues les incorporà a la psicoanàlisi Sigmund Freud, amb qui havia mantingut una gran amistat, testificada per la correspondència mútua de 1887 a 1904 (Aus den Anfängen der Psychoanalyse). S'hi pot apreciar la seua influència en l'evolució del creador de la psicoanàlisi, així com la importància d'aquest llegat per a la comprensió de la seua obra i especialment de la seua autoanàlisi. Fliess acabaria acusant Freud de furtar-li les idees.

## Algunes publicacions
- Wilhelm Fliess. Die Beziehungen zwischen Nase und weiblichen Geschlechtsorganen (In ihrer biologischen Bedeutung dargestellt), VDM Verlag Dr. Müller, Saarbrücken 2007
- ----. Sigmund Freud. Briefe an Wilhelm Fließ 1887 – 1904. Ed. S. Fischer Verlag, 2. Auflage (incl. Errata und Addenda) 1999
- Amb Sigmund Freud. The Complete Letters of Sigmund Freud to Wilhelm Fliess, 1887-1904. Ed. Belknap Press, 1986, ISBN 0-674-15421-5
- Amb Ernest Jones: 
  - ----. 1953. Sigmund Freud: Life and Work. Vol. 1: The Young Freud 1856–1900
  - ----. 1955. Sigmund Freud: Life and Work. Vol. 2: The Years of Maturity 1901–1919
  - ----. 1957. Sigmund Freud: Life and Work. Vol 3: The Last Phase 1919–1939. London: Hogarth Press
- Amb Robert Fliess
  - Psychoanalytic Sèries, Vol. 1: Erogeneity and Libido: Addenda to the Theory of the Psychosexual Development of the Human
  - Psychoanalytic Sèries, Vol. 2: Ego and Body Ego: Contributions to Their Psychoanalytic Psychology
  - Psychoanalytic Sèries, Vol. 3: Symbol, Dream and Psychosis